# 李灌
李灌（850年代—860年），唐朝皇子，是唐宣宗子，生母不详。
旧唐书称“第三男”，疑为“第十男”误写。如果是第十男，生年当在李汶和李澭之间，即851年至853年间。大中十一年（857年），李灌被他父亲唐宣宗封为卫王，其后史书中没有记载他的情况。大中十四年（860年），李灌去世。